# Ordre de Mapungubwe
L'ordre de Mapungubwe est la distinction honorifique la plus élevée d'Afrique du Sud. Il est créé le 6 décembre 2002 et il est décerné par le président de l'Afrique du Sud, pour des accomplissements au niveau international ayant servi les intérêts de l'Afrique du Sud. 
Le nom de l'ordre vient de Mapungubwe, une ancienne ville africaine qui a existé il y a un millénaire dans ce qui constitue actuellement la partie septentrionale de la province de Limpopo. Il porte un profil dessiné du rhinocéros d'or de Mapungubwe, un artefact archéologique qu'on y a trouvé.

## Classes
L'ordre comportait à l'origine trois classes, leur nombre est passé à quatre en 2004 :
- Platine (OMP), pour des accomplissements exceptionnels et uniques,
- Or (OMG), pour des accomplissements exceptionnels,
- Argent (OMS), pour des accomplissements excellents,
- Bronze (OMB), pour des accomplissements remarquables.

Le premier lauréat, en classe Platine, est l'ex-président Nelson Mandela.

## Décoration
L'insigne est composé d'une partie horizontale de forme ovale au-dessus d'un trapèze inversé. À l'intérieur de l'ovale est dessiné un rhinocéros doré avec le soleil se levant derrière la colline de Mapungubwe en arrière-plan. La partie supérieure bombée du trapèze est décorée avec un motif de perles et les côtés sont bordés de sceptres. Au centre figure un creuset orné duquel de l'or fondu coule vers un brasier rouge.
Les armoiries de l'Afrique du Sud sont visibles au revers.
La barrette est dorée, bordée d'une ligne de couleur crème formée de points comme des perles le long de chaque extrémité, et d'une silhouette de rhinocéros au centre. Les quatre classes sont portées autour du cou.

## Lauréats

### 2002
- Nelson Mandela - Platine (réconciliation nationale et construction de la nation)
- Allan Cormack - Or (scientifique co-inventeur du scanner)
- FW de Klerk - Or (réconciliation nationale et construction de la nation)
- Basil Schonland - Or (physicien et président fondateur du Council for Scientific and Industrial Research (en))
- Peter Beighton - Bronze (recherches sur le squelette)
- Hamilton Naki - Bronze (science médicale)

### 2004
- Sydney Brenner - Or (science médicale)
- Tshilidzi Marwala (en) - Bronze (science de l'ingénieur)
- Batmanathan Dayanand Reddy - Bronze (mathématiques et sciences)

### 2005
- John Maxwell Coetzee - Or (littérature)
- Aaron Klug - Or (science médicale)
- Tyeid Nunes Nabarro - Or
- Tebello Nyokong - Bronze (recherches sur le cancer)
- Himladevi Soodyall (en) - Bronze

### 2006
- Selig Percy Amoils (en) - Argent (médecine)
- George Ellis - Argent (mathématiques et sciences)
- Lionel Opie - Argent (cardiologie)
- Pr Patricia Berjak- Argent (biologiste)

### 2007
- Claire Penn - Argent (parole, langue des signes, aphasie)
- Sibusiso Sibisi - Argent (technologie de l'information, R&D)
- Valerie Mizrahi - Argent (biochimie, biologie moléculaire)

### 2008
- Doris Lessing - Or (littérature, lutte contre le colonialisme et l'apartheid)
- Wieland Gevers - Argent (éducation et médecine)
- Phuti Ngoepe - Argent (sciences naturelles)
- Tim Noakes (en) - Argent
- Pragasen Pillay - Argent (conservation énergétique)

### 2009
- Bongani Mawethu Mayosi - Argent (médecine)

### 2010
- Johann Lutjeharms (en) - Argent (océanographie)
- Monique Zaahl - Bronze
- Douglas Butterworth - Argent (environnement et soutenabilité de la pêche)

### 2011
- Pieter Steyn - Argent

### 2012
- Oliver Tambo Junior - Platine (en mémoire de la lutte anti-apartheid de son grand-père Oliver Tambo)[3].
- Patience Mthunzi-Kufa - bronze (physicienne)[4]

### 2014
- Malegapuru Makgoba (en) - Argent (« His dedication and excellent contribution to the field of science and medicine, locally and internationally; and for his contribution to the building of democracy in South Africa. He is an outstanding academic and a pioneer of transformation in higher education. »)[5]
- Glenda Gray - Argent (« Her excellent life-saving research in mother-to-child transmission of HIV and AIDS that has changed the lives of people in South Africa and abroad. Her work has not only saved lives of many children, but also improved the quality of life for many others with HIV and AIDS. »)[6]
- George Ekama - Argent (« His excellent research that has provided innovative solutions to enhancing and improving wastewater treatment. His important work is helping the country to find solutions to water scarcity. ») [7]
- Bernie Fanaroff (en) - Argent (« His excellent contribution to astronomy and dedication in putting South Africa on the map with the SKA Project. He is a thinker, an academic, a trade unionist and an exceptional public servant. »)[8]
- Quarraisha Karim - Bronze (« Her outstanding work in the field of HIV, AIDS and tuberculosis (TB) research; and her role in health policy development that is placing South Africa on the international stage. »)[9].